# Flowella, Texas
Flowella là một nơi ấn định cho điều tra dân số (CDP) thuộc quận Brooks, tiểu bang Texas, Hoa Kỳ. Năm 2010, dân số của nơi này là 118 người.

## Dân số
- Dân số năm 2000: 134 người.
- Dân số năm 2010: 118 người.